# Synagoge (Kirf)
Die Synagoge in Kirf wurde 1845/46 in der Kirchstraße 6 errichtet. Bei den Novemberpogromen 1938 wurde die Synagoge verwüstet und in Brand gesetzt. Bis 1945 wurde das Gebäude, das erhalten geblieben war, als Schmiede verwendet. Nach 1945 wurde die Synagoge zu einem noch heute genutzten Wohnhaus umgebaut.

## Synagoge
Die Synagoge wurde ca. 1845/46 in der Kirchstraße 6 errichtet. Es handelte sich um ein 11 Meter langes und 6,50 Meter breites Gebäude mit Satteldach. In der Süd- und Nordwand befanden sich jeweils drei große Rundbogenfenster sowie zwei kleine runde Fenster. Die beiden runden Fenster könnten auf einen dem Betsaal vorgelagerten Raum hinweisen, der aber anhand der vorhandenen Quellen nicht mehr nachgewiesen werden kann. Im Inneren war eine Frauenempore vorhanden, die über eine Holztreppe erreichbar war und sich bis zur Ostwand erstreckte. Der Betsaal verfügte über eine gewölbte Decke mit Bemalung. Bereits 1935 kam es zu Anschlägen auf die Synagoge. Bei den Novemberpogromen 1938 wurde die Synagoge verwüstet und in Brand gesetzt. Das in seiner Struktur erhaltene Gebäude wurde bis 1945 als Schmiede genutzt. Anschließend wurde die Synagoge zu einem Wohnhaus umgebaut. An der Nordseite entstand ein Anbau. Das Gebäude wird noch heute als Wohnhaus genutzt.

## Jüdische Gemeinde Kirf
Juden siedelten bereits um 1600 im Gebiet der Gemeinde Kirf. Der Anteil der jüdischen Einwohner von Kirf stieg ab dem 18. Jahrhundert rasch an. Bereits 1784 war der Anteil der jüdischen Einwohner mit 9,5 Prozent höher als in allen umliegenden Gemeinden. Im Jahr 1905 erreichte die jüdische Gemeinde in Kirf mit 117 Mitgliedern ihren höchsten Mitgliederstand. Der Anteil an der Gesamtbevölkerung von Kirf lag zu diesem Zeitpunkt bei ca. 17,75 Prozent. Den Status einer eigenständigen jüdischen Gemeinde erhielt die Gemeinschaft mit dem Bau der Synagoge im Jahr 1845/46. Bis zu diesem Zeitpunkt besuchten die jüdischen Einwohner die Synagoge in Freudenburg. Als Einrichtungen standen den Mitgliedern der Gemeinde neben der Synagoge eine Religionsschule und eine Mikwe zur Verfügung. Bis zur Anlage eines eigenen jüdischen Friedhof im Jahr 1929 wurden die Verstorbenen auf dem jüdischen Friedhof in Freudenburg beigesetzt. Bis ca. 1930 war ein eigener Religionslehrer angestellt, der auch die Aufgaben des Vorbeters und Schochet innehatte. Mit der Machtergreifung Adolf Hitlers 1933 verstärkten sich auch die Repressalien gegen die jüdische Einwohner. 1935 kam es dann zu ersten Ausschreitungen gegen die jüdische Gemeinschaft, was zur Folge hatte, dass fast die Hälfte der jüdischen Einwohner Kirf verließ. Einige Familien emigrierten in die Vereinigten Staaten und in das benachbarte Frankreich. Bei den Novemberpogromen 1938 kam es erneut zu schweren Ausschreitungen gegen die noch in Kirf verbliebenen jüdischen Einwohner. Die letzten Mitglieder mussten Kirf 1939, im Zuge der Evakuierung der Roten Zone, verlassen und wurden zum größten Teil nach Trier verbracht. Von dort erfolgte die Deportation in die Vernichtungslager.

### Entwicklung der jüdischen Einwohnerzahl
| Jahr         | Juden | Jüdische Familien |
| ------------ | ----- | ----------------- |
| 1768         |       | 2                 |
| 1784         | 2     |                   |
| 1794         |       | 2                 |
| 1808         | 21/32 |                   |
| 1843         | 54    |                   |
| 1850         | 50    | 8                 |
| 1895         | 100   |                   |
| 1905         | 117   |                   |
| 1925         | 78    |                   |
| 1933         | 78    |                   |
| Oktober 1938 | 39    |                   |
| Ende 1939    | 0     |                   |
| 1.           |       |                   |

Quelle: alemannia-judaica.de; jüdische-gemeinden.de; Cilli Kasper-Holtkatte: Juden im Aufbruch
Laut dem Gedenkbuch – Opfer der Verfolgung der Juden unter der nationalsozialistischen Gewaltherrschaft 1933–1945 und der Zentralen Datenbank der Namen der Holocaustopfer von Yad Vashem wurden 60 Mitglieder der jüdischen Gemeinschaft Kirf (die dort geboren wurden oder zeitweise lebten) während der Zeit des Nationalsozialismus ermordet.